# 丰特奈苏富罗讷
丰特奈苏富罗讷（法語：Fontenay-sous-Fouronnes，法語發音：[fɔ̃tnɛ su fuʁɔn]，意为“富罗讷下方的丰特奈”）是法国勃艮第-弗朗什-孔泰大区约讷省的一个市镇，属于欧塞尔区。

## 地理
丰特奈苏富罗讷（47°36'59"N, 3°35'49"E）面积12.34 平方千米，位于法国勃艮第-弗朗什-孔泰大區约讷省，该省份为法国中北部内陆省份，西接卢瓦雷省，西北接塞纳-马恩省，南至涅夫勒省，东临科多尔省，东北与奥布省接壤。
与丰特奈苏富罗讷接壤的市镇（或旧市镇、城区）包括：瓦勒德梅尔西、巴扎尔讷、沙朗特奈、富罗讷、马伊堡、约讷河畔特吕西。

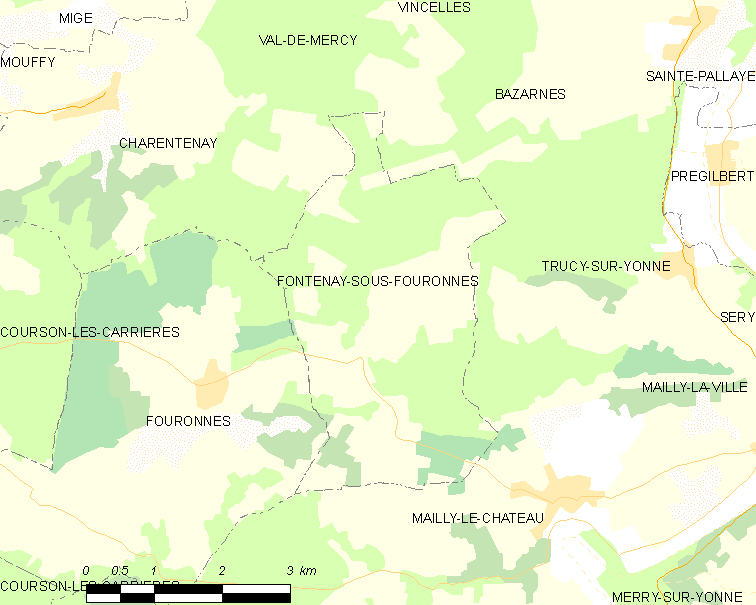
丰特奈苏富罗讷的OSM定位图

丰特奈苏富罗讷的时区为UTC+01:00、UTC+02:00（夏令时）。

## 行政
丰特奈苏富罗讷的邮政编码为89660，INSEE市镇编码为89177。

## 政治
丰特奈苏富罗讷所属的省级选区为茹拉维尔县。

## 人口

1962-2008年间丰特奈苏富罗讷人口变化图示

丰特奈苏富罗讷于2022年1月1日时的人口数量为81人。